# Canale di Pasman
Il canale di Pasman, di Pasmano o stretto di Pasman (in croato Pašmanski kanal) è il tratto di mare che separa la costa della Croazia dall'isola dalmata di Pasman ed è la continuazione del canale di Zara.

## Geografia
L'inizio del canale di Pasman, secondo le mappe croate e alcuni testi, può essere individuato, a nord, con la linea immaginaria che congiunge San Cassiano, sulla costa dalmata, con lo stretto di Sdrelaz o di San Luca (Mali Ždrelac) che divide Ugliano da Pasman. Secondo altre fonti, comprese le carte del rilevamento topografico Francesco-giuseppino (Franzisco-Josephinische Landesaufnahme), il canale inizia dove inizia il gruppo di scogli e isolotti adiacenti a Pasman, all'altezza di Marigliane (Mrljane). 
Il limite fisico meridionale è dato dalla linea immaginaria che congiunge punta Borogna Superiore (rt Gornji Borovnjak), l'estremità meridionale di Pasman, allo scoglio Ostaria (Oštarije) e a Porto Rosso (Crvena Luka), che si trova sulla costa dalmata a nord-ovest di Poschiane (Pakoštane). 
Il canale di Pasman è disseminato di isolotti e scogli e si restringe notevolmente all'altezza di Torrette (Turanj); nel canale la bora può essere molto sostenuta.

### Isole

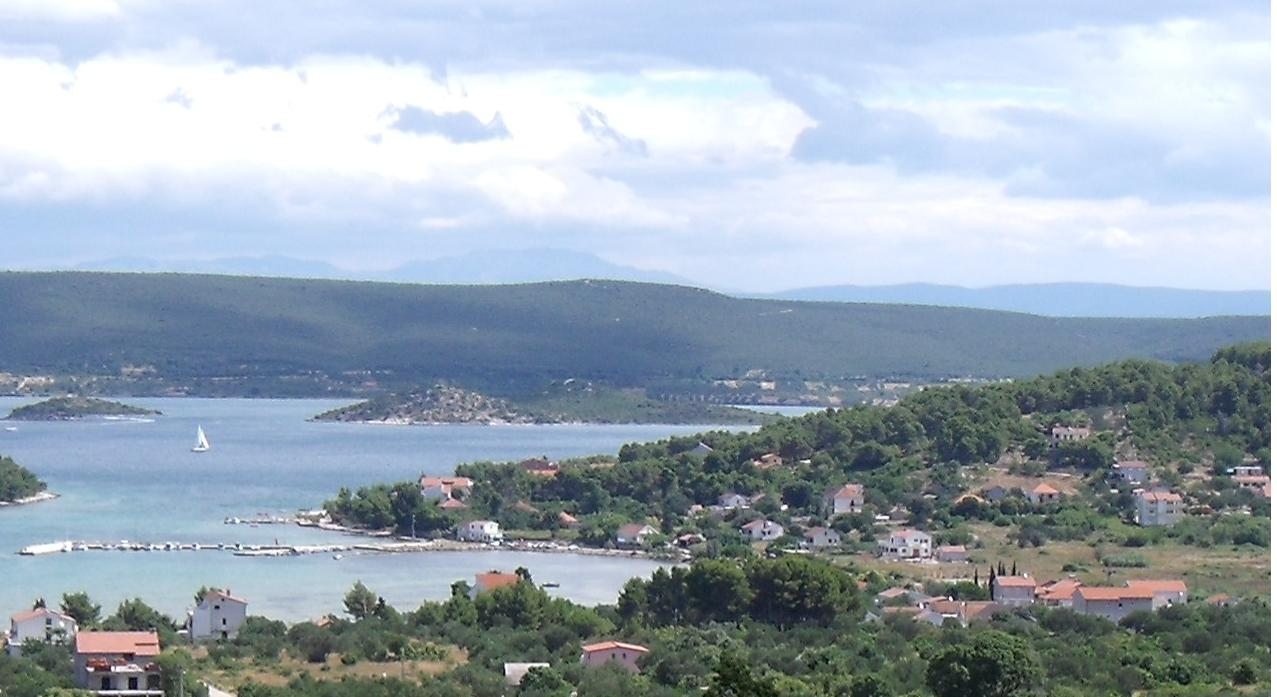
Il canale di Pasman visto da valle Garma.

Le seguenti isole si trovano nel canale di Pasman:
- Germignago[16], Garmignago[17], Carmegnach[18] o Germignach[6] (Garmenjak), a 130 m dal promontorio Barotul, a nord di valle Garma[19] (uvala Taline); isolotto rotondo con un diametro di circa 260 m[7] e l'altezza di 20 m[7]; ha un'area di 0,058 km²[20] e la costa lunga 0,87 km[20] 43°58′17″N 15°21′52″E.

- Scoglietto[21] (Školjić), scoglio a nord-ovest di Germignago, di fronte al villaggio di Neviane[22][17] (Neviđane); ha un'area di 1068 m²[23] 43°58′38″N 15°21′24″E.
- Galesno (Galešnjak), l'isolotto a forma di cuore.
- Bisaccia Grande[24][25] (Vela Bisaga) 43°58′17″N 15°21′52″E, e Bisaccia Piccola[26][25] (Mala Biasaga), due scogli a nord-ovest di Galesno, detti anche Scogliarici[18]. Il maggiore, alto 14 m[7], ha un'area di 0,017 km²[20] e la costa lunga 0,5 km[20]; il minore ha un'area di 3298 m²[23], la costa lunga 214 m[23] e l'altezza di 7 m[7].
- Ricciul[27][25] (Ričul), isolotto rotondo con una superficie di 0,023 km²[20], la costa lunga 0,5 km[20], alto 23 m[7]; si trova 200 m[7] a sud-est di Galesno e a 400 m dalla costa dalmata ed è dotato di un segnale luminoso[28]43°58′38″N 15°23′20″E.
- Camero (Komornik), situato a nord-est del villaggio di Pasman, di fronte a Torrette.
- Sant'Andrea (Babac), anch'esso di fronte ai villaggi di Pasman e Torrette; è il maggiore fra questi isolotti.
- Monton[17][29], Muntan[6] o Montan[18] (Muntan), isolotto lungo circa 650 m[7], con una superficie di 0,115 km²[20], la costa lunga 1,51 km[20], alto 10 m[7]; situato a sud-est del villaggio di Pasman 43°57′07″N 15°23′30″E.
- Dosaz Piccolo[17][30] o Panada[6] (Dužac Mali), isolotto lungo circa 290 m[7], alto 2 m[7], con una superficie di 0,026 km²[20] e la costa lunga 0,9 km[20], a circa 800 m dalla costa tra Monton e Dosaz Grande 43°56′40″N 15°23′57″E.
- Dosaz Grande[17][30], Duzaz[6] o Dusaz[18] (Dužac Veli), isolotto lungo circa 560 m[7], alto 8 m[7], con una superficie di 0,09 km²[20] e la costa lunga 1,37 km[20]; si trova a circa 900 m dalla costa di Pasman 43°56′31″N 15°24′13″E.
- Fermo (Frmić), a sud-est di Sant'Andrea, appartiene al comune di Santi Filippo e Giacomo[31].
- Zavatta[32][33], Zavolta[17], Zavata[34][6] o Ciavatolo[18] (Čavatul), scoglio rotondo, di circa 120 m[7] di diametro; ha un'area di 0,013 km²[20], la costa lunga 0,422 km[20] e l'altezza di 11 m[7]; si trova 260 m circa a sud-est di Dosaz Grande 43°56′20″N 15°24′43″E.
- Piana[25][17], Planaz[35] o Clanaz[34][6] (Planac), isolotto a ovest di Zaravecchia, a circa 900 m[7], con una superficie di 0,066 km²[20], la costa lunga 1,01 km[20], alto 16 m[7] 43°56′18″N 15°25′34″E.
- Santa Caterina (Sveta Katarina), isolotto tra Tuconio e Zaravecchia.
- Ostaria (Oštarije), a sud-est di Zaravecchia, vicina alla costa dalmata.

### Cartografia
- (HR) Mappa topografica della Croazia 1:25000, su preglednik.arkod.hr. URL consultato il 10 luglio 2017.
- Carta di cabottaggio del mare Adriatico, foglio VII, Milano, Istituto geografico militare, 1822-1824. URL consultato il 10 luglio 2017 (archiviato dall'url originale il 13 aprile 2013).